# ۲۶۹ (میلادی)
۲۶۹ (میلادی) دویست و شصت و نهمین سال تقویم میلادی است.

## درگذشتگان
‎